# Sybase Open 1995
Il Sybase Open 1995 è stato un torneo di tennis giocato sul cemento indoor.
È stata la 107ª edizione del SAP Open,
che fa parte della categoria World Series nell'ambito dell'ATP Tour 1995.
Si è giocato nell'HP Pavilion di San Jose negli Stati Uniti,
dal 6 al 13 febbraio 1995.

## Campioni

### Singolare
Andre Agassi ha battuto in finale  Michael Chang con il punteggio di 6–2, 1–6, 6–3

### Doppio
Jim Grabb /  Patrick McEnroe hanno battuto in finale  Alex O'Brien /  Sandon Stolle con il punteggio di 3–6, 7–5, 6–0